# John Rhoderic McPherson
John Rhoderic McPherson (ur. 9 maja 1833 roku, zm. 8 października 1897 roku) –amerykański przedsiębiorca i polityk.
W latach 1877–1895 z ramienia Partii Demokratycznej reprezentował stan New Jersey w Senacie Stanów Zjednoczonych.